# Jasper Tissen
Jasper Tissen (15 de septiembre de 1992) es un deportista neerlandés que compite en remo.
Ganó una medalla de plata en el Campeonato Mundial de Remo de 2019 y tres medallas en el Campeonato Europeo de Remo entre los años 2019 y 2021.
Participó en los Juegos Olímpicos de Tokio 2020, ocupando el quinto lugar en la prueba de ocho con timonel.

## Palmarés internacional
| Campeonato Mundial | Campeonato Mundial   | Campeonato Mundial | Campeonato Mundial |
| Año                | Lugar                | Medalla            | Prueba             |
| ------------------ | -------------------- | ------------------ | ------------------ |
| 2019               | Ottensheim (Austria) | Medalla de plata   | Ocho con timonel   |
| Campeonato Europeo |                      |                    |                    |
| Año                | Lugar                | Medalla            | Prueba             |
| 2019               | Lucerna (Suiza)      | Medalla de bronce  | Ocho con timonel   |
| 2020               | Poznań (Polonia)     | Medalla de bronce  | Ocho con timonel   |
| 2021               | Varese (Italia)      | Medalla de bronce  | Ocho con timonel   |